# Laconi
Laconi település Olaszországban, Szardínia régióban, Oristano megyében. Lakosainak száma 1667 fő (2023. január 1.). Laconi Gadoni, Meana Sardo, Nurallao, Samugheo, Villanova Tulo, Asuni, Genoni, Nuragus, Nureci, Senis, Aritzo és Isili községekkel határos.

## Népesség
A település lakossága az elmúlt években az alábbi módon változott:

| 2018 | 1 855 |
| 2023 | 1 667 |